# محاصره بحرین
محاصره بحرین (انگلیسی: Siege of Bahrain) در سال ۱۵۵۹ نبردی بین نیروهای پرتغالی و حاکمان آن زمان بحرین، الجبریون تحت الحمایه عثمانی بود. نیروهای پرتغالی به رهبری Dom João de Castro در تلاش برای کنترل راه های تجاری در خلیج فارس بودند و قبلاً چندین بندر در امتداد ساحل را تصرف کرده بودند.
الجبریون به رهبری شیخ سلیمان از تسلیم شدن در برابر درخواست های پرتغالی ها برای کنترل بر بحرین و بنادر آن خودداری کردند. سپس نیروهای پرتغالی محاصره بحرین را آغاز کردند که بیش از یک ماه به طول انجامید.
در طول محاصره، نیروهای پرتغالی با مقاومت قابل توجهی از سوی الجبریون مواجه شدند که از تاکتیک های متعارف و غیر متعارف برای دفاع از بحرین استفاده می کردند. الجبریون نیز به دلیل جغرافیای منطقه و شناختی که از منطقه داشتند از مزیت قابل توجهی برخوردار بودند.
با وجود این چالش ها، نیروهای پرتغالی در نهایت توانستند خط دفاعی بحرین را بشکنند و الجبریون مجبور به تسلیم شدند. سپس نیروهای پرتغالی پادگانی را در بحرین ایجاد کردند و کنترل بنادر آن را به دست گرفتند.
محاصره بحرین بسیار مهم بود زیرا آغاز تسلط پرتغالی ها بر خلیج فارس بود و تأثیر عمیقی بر مسیرهای تجاری منطقه داشت. این همچنین پایان حکومت الجبریون بر بحرین بود و سرزمین‌هایی که در نهایت تحت کنترل خاندان قطری آل خلیفه قرار گرفتند.